# Karlovac
Karlovac (uttal: [kâːrloʋats], tyska: Karlstadt, ungerska: Károlyváros) är en stad och stadskommun i Kroatien. Karlovacs stadskommun har 55 708 (2011) invånare varav 46 833 bor i tätorten. Staden är det administrativa, kulturella och ekonomiska centret i Karlovacs län. Sett till invånarantalet är Karlovac Kroatiens nionde största stad.
Karlovac är beläget i den västligaste delen av Pannoniska bäckenet, i låglänt terräng mellan Rijeka och Zagreb i den centrala delen av landet. Fyra floder – Korana, Kupa, Mrežnica och Dobra – rinner genom staden. Karlovac är en industristad och en viktig trafikknutpunkt i norra Kroatien. Staden är bland annat känd för ölbryggeriet Karlovačka pivovara som brygger Karlovačko  – ett öl som saluförs internationellt och även säljs i Sverige.

## Namn
Karlovac grundades år 1579 som en habsburgsk garnisonsstad och uppkallades efter dess grundare ärkehertig Karl II (1540–1590). Det tyskspråkiga namnet Karlstadt ("Karlstad") har med bibehållen betydelse översatts till andra dialekter och språk såsom Karlovac (standarkroatiska), Karlovec (kajkavisk dialekt och slovenska) och Károlyváros (ungerska). Därtill finns andra namn som återfinns i historiska krönikor såsom Carlostadio eller Carlovizza (italienska) och Carolostadium (latin).

### Smeknamn och slogan

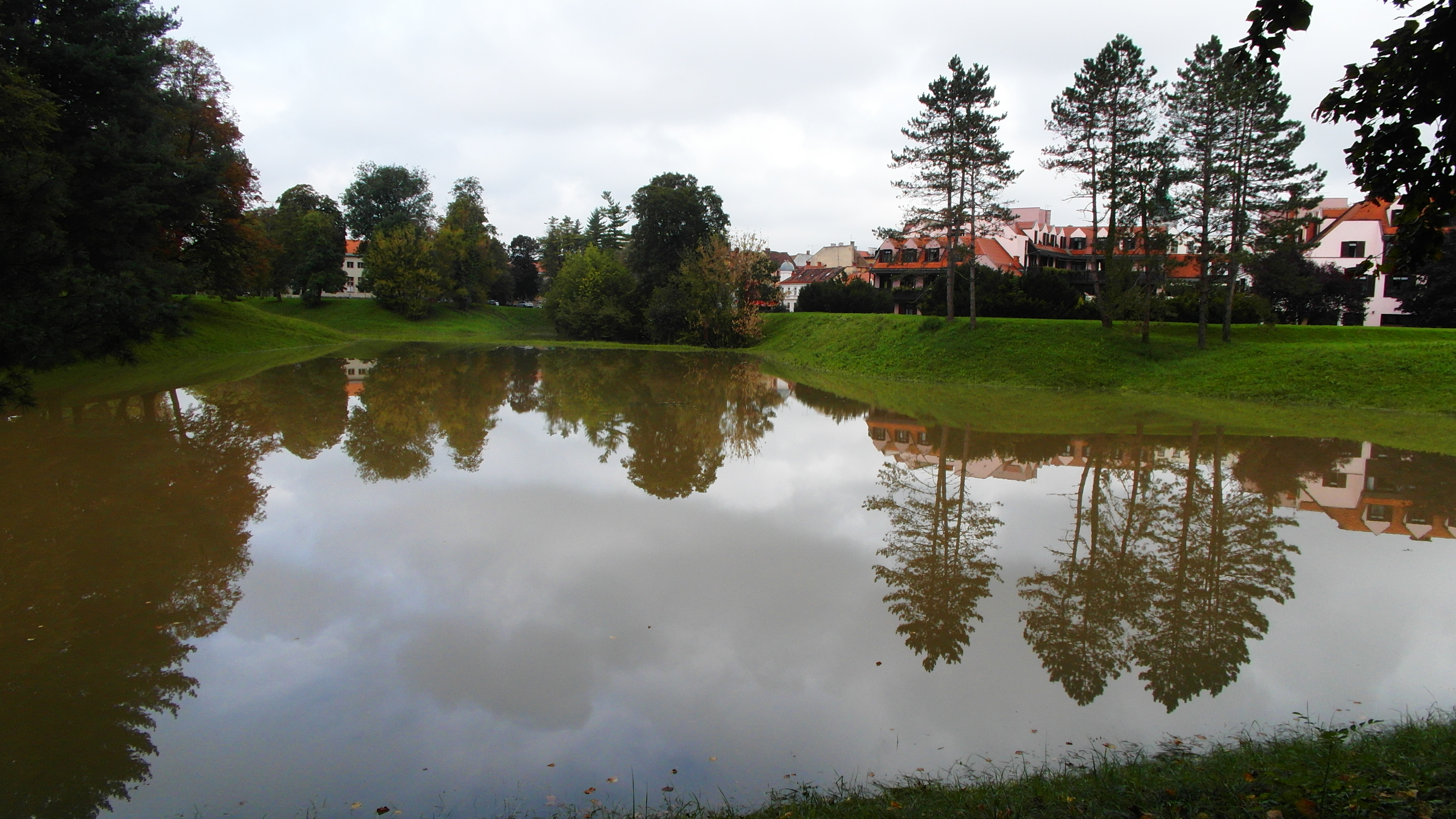
En av Karlovacs många grönområden – parken vid Ruski put (Ryssvägen) år 2014.

Karlovac kallas stundom för "grad parkova" (parkernas stad) och "grad na četiri rijeke" (staden vid fyra floder). Dessa benämningar används inte minst vid marknadsföring av staden och åsyftar Karlovacs många grönområden och det faktum att fyra floder (varav Korana, Kupa och Mrežnica rinner genom tätbebyggt område och floden Dobra några kilometer utanför stadscentrum) sammanstrålar vid orten. Med anspelning på de många floderna och stadens långa ölbryggningstradition talas det ibland med en humoristisk underton om stadens "femte flod" som sägs vara ölet.
Stadens officiella slogan är "grad susreta" (kroatiska) eller "city of meetings" (engelska) med betydelsen 'mötenas stad'. Denna slogan används av stadsadministrationen och den lokala turistföreningen.  

## Historia

### Förhistoria
De äldsta spåren av mänsklig existens i Karlovac och det område som faller under stadens jurisdiktion har hittats på platsen för Dubovacborgen och har sitt ursprung från 3500-talet f.v.t. I början av det första årtusendet hade Karlovac-området intagits av romarna som visade speciellt intresse för den kvalitativa sten som fanns lokalt och kunde användas till vägbyggen och sarkofager.

### Karlovac under Habsburgarna

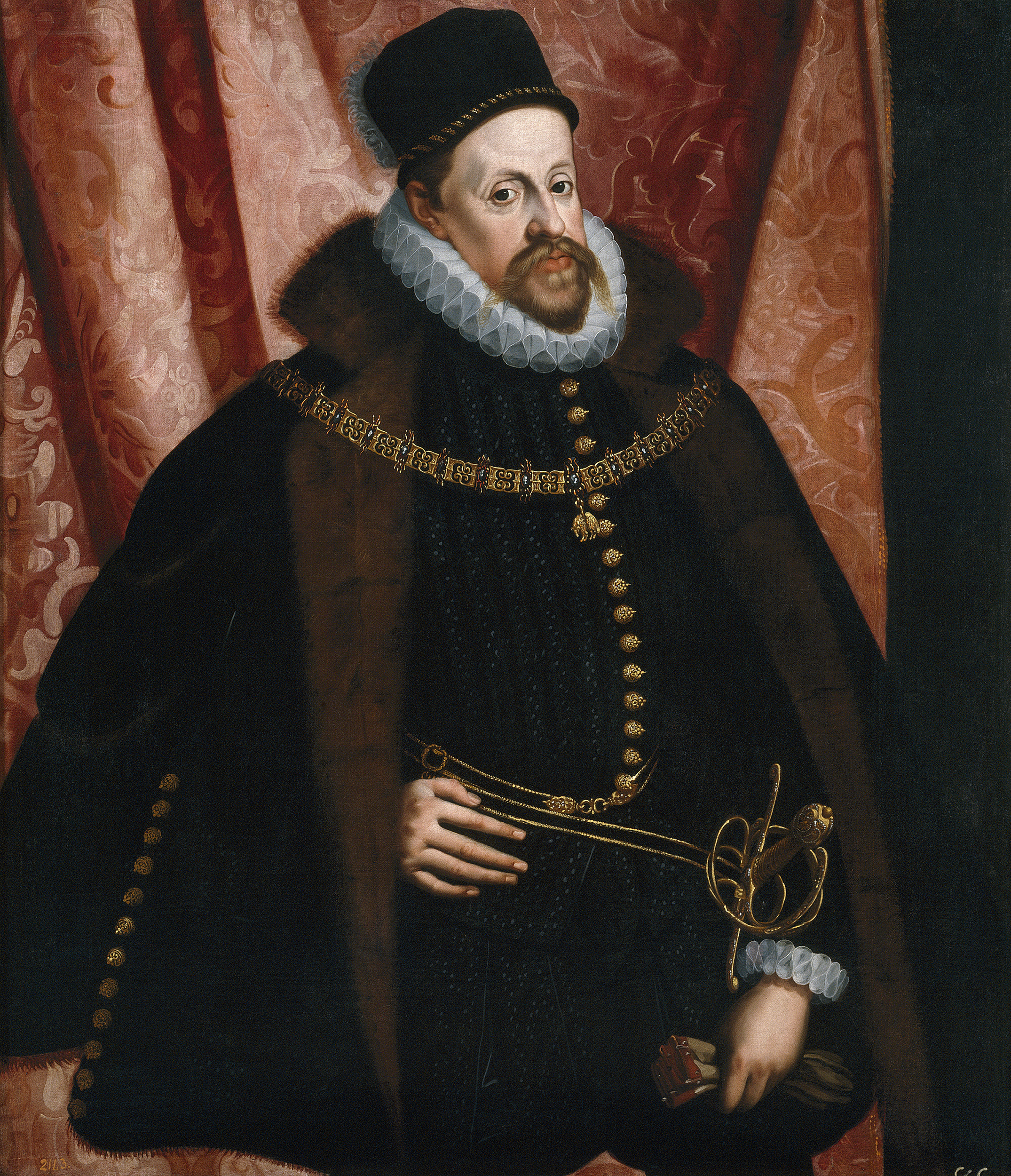
Ärkehertig Karl II (1540–1590) som Karlovac är uppkallad efter.

#### Stadens grundande
Karlovac är den yngsta av Kroatiens alla residensstäder och en av få städer där det exakta datumet för dess grundade är känt. Staden grundades den 13 juli 1579 då Habsburgska riket inledde arbetet med att uppföra en befästning för att försvara rikets södra delar mot en osmansk invasion. Några år tidigare (1527) hade den kroatiska adeln valt den tysk-romerske kejsaren Ferdinand I till Kroatiens kung (se parlamentet i Cetin). Beslutet innebar att det som kvarstod av det medeltida kroatiska kungariket inlemmades i Habsburgska riket. Under 1300–1500-talet hade det av islam dominerade Osmanska riket erövrat stora delar av Balkanhalvön. Genom alliansen med de mäktiga habsburgarna hoppades de romersk-katolska kroaterna undvika att gå samma öde till mötes.  
För att skydda gränsområdena mot Osmanska riket lät habsburgarna i slutet av 1500-talet upprätta en militariserad buffertzon (se Militärgränsen) gentemot osmanerna och ett nät av befästningar och vakttorn förstärktes eller uppfördes. Karlovac grundades genom ett politiskt och militärt beslut. I mars 1578 samlades adelsmän till ett sammanträde i Bruck an der Mur. Vid mötet fastställdes att en ny befästning skulle uppföras någonstans i den kroatiska provinsen för att förhindra osmanernas vidare framryckning mot norr och nordväst. I december samma år bestämdes att en ny fästning skulle uppföras på Zrinskis egendom vid Dubovacborgen och sammanflödet av floderna Korana och Kupa. Beslutet att anlägga en helt ny fästningsstad ingick som en del i ett större avtal om religionsfrihet mellan den protestantiska adeln i Inre Österrike och den romersk-katolske ärkehertigen Karl II. Den nya fästningsstaden var underställd det innerösterrikiska hovkrigsrådet i Graz som leddes av Karl II och uppkallades därför efter honom.

#### 1500–1700-talet

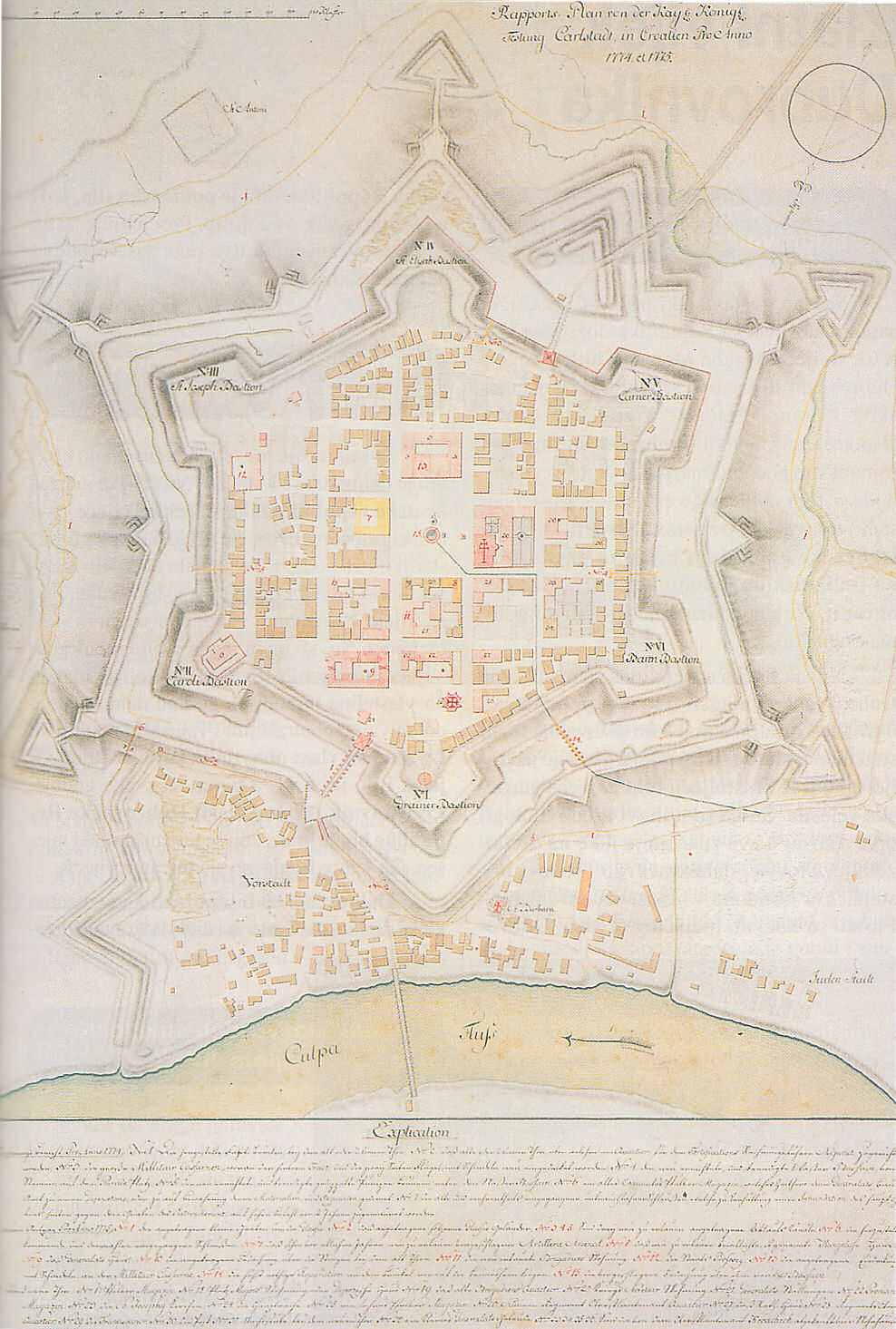
Planritning från år 1774 som visar fästningsstaden Karlovac.

Den 13 juli 1579 inledde en arbetsstyrka om 1 000 man, under militärt beskydd samt överinseende av en byggkommission och chefsarkitekten Martin Gambon, arbetet med att uppföra ett stjärnfort på den utsedda platsen för den nya fästningsstaden Karlstadt (Karlovac). I augusti/september samma år kunde den sexuddiga befästningens konturer tydligt skönjas. Samtidigt anlades de första militära objekten och befästningen utrustades med eldvapen. De första tillstånden för att uppföra bostadshus utfärdades till adelsmännen Juraj Švarački och Bartol Juričić som därmed, i viss mening, är att betrakta som Karlovacs första stadsmedborgare. I november 1579 översvämmades den ännu inte färdigställda befästningen för första gången av floderna Koranas och Kupas höga vattenflöde. Bland de återkommande (och ibland förödande) översvämningarna märks de från åren 1607, 1630 och 1775. År 1580 var fästningens yttre strukturer till stora delar  färdiga medan vallar och vallgravar färdigställdes något senare (åren 1582–1589). I april 1581 beviljade kejsar Rudolf II Karlovac särskilda privilegier och fästningsstaden tilläts bland annat att hålla två stora marknader om året. År 1585 inträffade den första större branden i vilken fjorton nybyggda hus förstördes. Andra bränder med stora materiella skador inträffade åren 1594 och 1692. Branden år 1692, den värsta i Karlovacs historia, var anlagd i hämnd av en missnöjd tidigare fånge. Nästan hela Karlovac brann ner vilket banade väg för stadens omdaning. De flesta byggnaderna i Karlovac var innan branden uppförda i trä. Efter branden återuppbyggdes husen i mer solida material såsom sten och murbruk. De nya byggnaderna bar stildrag från den vid tiden moderna barocken.
År 1592 attackerade osmanerna Karlovac för första gången men besegrades av de habsburgska styrkorna. De gjorde senare flera försök till att inta det strategiskt viktiga Karlovac (åren 1594, 1598, 1601, 1623, 1627 och 1672) men lyckades aldrig. Freden i Karlowitz år 1699 markerade slutet för det stora turkiska kriget (1683–1697) och innebar att Karlovac förlorade sin militära betydelse och att Habsburgska riket befäste sin makt och dominans i Centraleuropa. Karlovac upphörde att vara en gränsstad då den tidigare gränsen mellan Habsburgska och Osmanska riket återställdes och flyttades söderut – från floden Korana till floden Una som idag utgör statsgränsen mellan Kroatien och Bosnien och Hercegovina. 

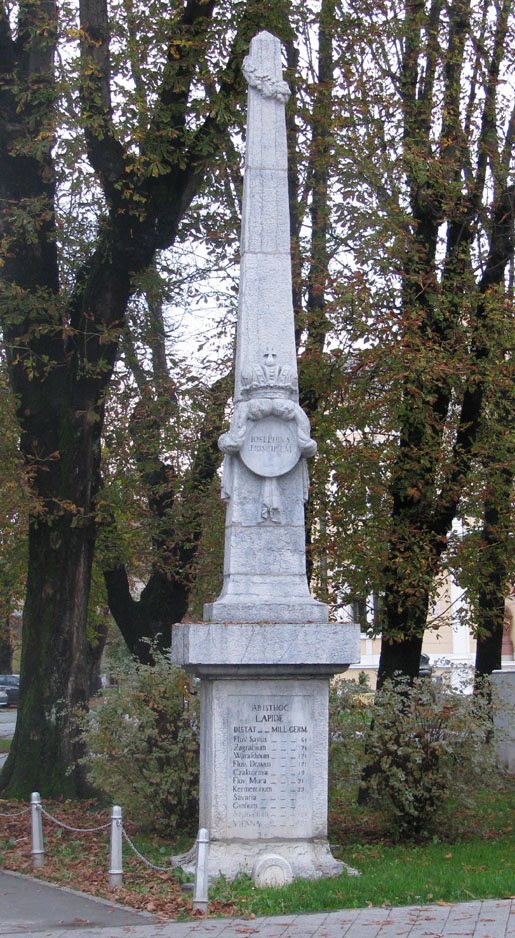
Karlovacs milsten markerar början för Jozefina-vägen.

#### 1700-talet
Under 1700-talet genomgick Karlovac flera omkonstruktioner och anpassningar med syfte att modernisera fästningsstaden. Bastionerna och fästningsvallarna förstärktes och ett nytt vattenförsörjningssystem anlades. År 1729 invigdes Karolina-vägen som förband Karlovac med Bakar och år 1764 inleddes arbetet med att anlägga Jozefina-vägen som skulle komma att förbinda Karlovac med Senj. Genom drottning Maria Teresias försorg separerades staden år 1777 från Militärgränsen och återbördades administrativt till det civila Kroatien och det nyetablerade Severins län. Drottningen hade dessförinnan låtit sända piarister till Karlovac som år 1766 grundat Karlovacs gymnasium. Den 8 oktober 1781 utsåg kejsar Josef II Karlovac till en "fri kunglig stad". Staden tilldelades ett stadsvapen (se Karlovacs stadsvapen) och sigill. Den nya statusen innebar nya privilegier och ökad ekonomisk aktivitet. I slutet av 1700-talet hade Karlovac utvecklats till en viktig marknadsplats för vete, majs, salt, timmer och tobak. Av den första folkräkningen år 1787 framgick det att staden hade 2 740 invånare.

#### 1800-talet
Åren 1803–1811 anlades Lujzijana-vägen som förband Karlovac med den viktiga hamnstaden Rijeka. Åren 1809–1813 ingick Karlovac i de av fransmännen kortvarigt administrerade illyriska provinserna. Den 26 december 1809 besöktes staden av marskalk Auguste de Marmont som lät plantera 112 plataner vid början av Lujzijana-vägen vid Dubovac. Åren 1839–1850 genomfördes de sista stora konstruktionsändringarna som förstärkte den centrala befästningens försvarsförmåga. Den österrikisk-ungerska kompromissen från år 1867 innebar att Kejsardömet Österrike reformerades och att dubbelmonarkin Österrike-Ungern etablerades. Karlovac blev då distriktshuvudstad i Zagrebs län som ingick i den kroatisk-slavonska provinsen. År 1865 invigdes järnvägen Karlovac–Zagreb och år 1871 järnvägen Karlovac–Rijeka (se järnvägslinjen Zagreb–Rijeka). Med anledning av att staden förlorat sin militära betydelse och rådande tidsanda där tanken var att "öppna upp" städerna och göra dem mer tillgängliga inleddes år 1883 arbetet med att avlägsna den historiska stadskärnans försvarsanläggningar. Stadsportarna (Nya porten, Wien-porten och Rijeka-porten) revs och till år 1888 hade större delen av befästningsverkets yttre delar avlägsnats. Dikena som uppstod på platsen för befästningsväggarna fylldes igen och på den frigjorda marken uppfördes nya byggnader fram till år 1941. År 1885 grundades det för staden tongivande ölbryggeriet Perhovo, sedermera känt som Karlovačka pivovara. Trots tekniska och kulturella framsteg under 1800-talet förlorade Karlovac under århundradets andra hälft sin betydelse som viktigt handels- och transportcentrum. Ur politisk och kulturell synvinkel var staden under 1800-talet en av de viktigare centrumen för den kroatiska nationella pånyttfödelsen. År 1896 öppnade Rättpartiet ett lokalkontor i Karlovac och under åren 1896–1920 innehade partiet borgmästarämbetet genom fyra av sina medlemmar.

### 1900-talet–
Karlovacs 1900-talshistoria kännetecknas av tekniska framsteg, industrialisering, stora politiska förändringar och även krig. År 1904 infördes de första stadstelefonlinjerna och det offentliga vattenförsörjningssystemet började anläggas. År 1908 fick staden allmän elbelysning. Efter första världskriget och Österrike-Ungerns upplösning år 1918 ingick Karlovac först i Slovenernas, kroaternas och serbernas stat och därefter Serbernas, kroaternas och slovenernas kungarike – från år 1929 kallat Jugoslavien. Det habsburgska styret som varat från stadens grundande år 1579 till år 1918 hade därmed kommit till ända. Åren 1918–1920 avlägsnades de sista delarna av de tidigare befästningsmurarna av vilka endast en liten del kvarstår vid Drašković-gatan.

#### Kroatiska självständighetskriget

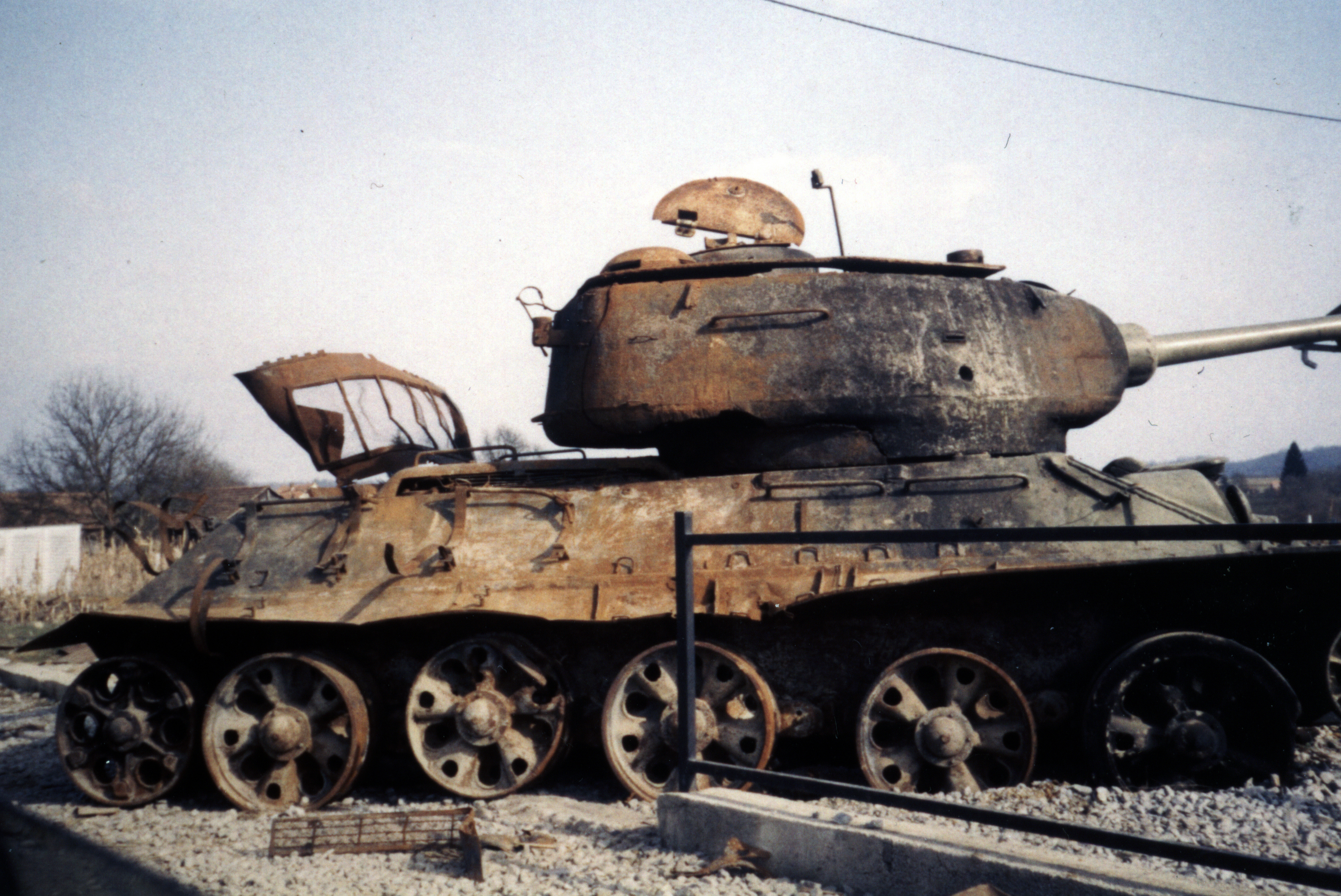
En förstörd stridsvagn i Karlovac i april 1992.

I samband med Kroatiens självständighetsförklaring år 1991, Jugoslaviens upplösning och det åtföljande kroatiska självständighetskriget (1991–1995) led staden stor skada. Stadens södra delar befann sig nära frontlinjen mellan kroatiska styrkor och styrkor från den självutnämnda serbiska utbrytarrepubliken Krajina. Inledningsvis uppstod strider mellan det kroatiska nationalgardet (den reguljära kroatiska arméns föregångare) och jugoslaviska folkarmén som vid Jugoslaviens sammanbrott hade kaserner och vapenlager i Karlovac och dess omgivningar. Sedan den jugoslaviska folkarmén formellt dragit sig tillbaka fortsatte stridigheterna mellan den kroatiska armén och de serbiska rebellernas styrkor. De hårdaste sammandrabbningarna inträffande mellan oktober 1991 och januari 1992 då staden besköts nästan dagligen. Attacken mot Karlovac den 4 oktober 1991 var den enskilt värsta militära aktionen mot staden under kriget. Till följd av den infekterade konflikten lät kroatiska styrkor i december 1991 förstöra stadens enda serbisk-ortodoxa kyrka (Sankt Nikolai kyrka). Under självständighetskriget besköt de serbiska styrkorna den historiska stadskärnan men allra värst drabbades den södra stadsdelen Turanj som av denna anledning kom att kallas "lilla Vukovar". Detta med anspelning på staden Vukovars status i Kroatien som symbol för det kroatiska självständighetskriget och kroatiskt motstånd (se slaget om Vukovar). Särskilt allvarliga attacker mot Karlovac följde i maj 1992, i juli och september 1993 och i maj och augusti 1995. Krigshandlingarna mot Karlovac och dess omgivningar avlutades definitivt den 7 augusti 1995 sedan den kroatiska armén återtagit serbhållet territorium och upplöst den självutnämnda Serbiska republiken Krajina (se operation Storm).  Enligt en rapport från Karlovacs allmänna sjukus vars upptagningsområde var Karlovacs län dog 268 människor och över 1 000 skadades i de militära sammandrabbningarna åren 1991–1995.
År 2019 invigdes Hemlandskrigets museum i stadsdelen Turanj. I museet berättas historien om Karlovac och dess roll under det kroatiska självständighetskriget genom olika utställningar.

## Geografi och klimat
Karlovacs geografiska position är 45° 29' 34" nordlig latitud och 15° 33' 31" östlig longitud. Staden är belägen i låglänt terräng (112 meter över havet) och ligger vid brytningspunkten mellan det kroatiska hög- och låglandet samt mikroregionerna Kordun och Pokuplje. Karlovac täcker en yta på 402 kvadratkilometer och ligger vid "Kroatiens getingmidja", drygt 50 kilometer söder om den kroatisk-slovenska statsgränsen och drygt 50 kilometer norr om den kroatisk-bosniska statsgränsen. Fyra floder (Korana, Kupa, Mrežnica och Dobra) flyter genom staden och översvämningar har (åtminstone historiskt) varit relativt vanliga och återkommande.   
Enligt Köppens klimatklassifikation har Karlovac kustklimat (Cfb) som kännetecknas av svala somrar och milda vintrar. Månaderna juli–augusti är de varmaste månaderna och den genomsnittliga medeltemperaturen uppgår då till över 20 °C. Under månaderna november–april ligger den genomsnittliga medeltemperaturen under 10 °C. Snöfall under vintermånaderna förekommer. Den mest nederbördsrika månaden är november.
Normala temperaturer och nederbörd i Karlovac:
|                                            | Jan | Feb  | Mar  | Apr  | Maj  | Jun  | Jul  | Aug  | Sep  | Okt  | Nov  | Dec |
| ------------------------------------------ | --- | ---- | ---- | ---- | ---- | ---- | ---- | ---- | ---- | ---- | ---- | --- |
| Normaldygnets maximitemperaturs medelvärde | 4,5 | 6,7  | 11,7 | 16,6 | 21,3 | 24,8 | 27,5 | 26,9 | 23,2 | 16,7 | 10,2 | 6,2 |
| Normaldygnets minimitemperaturs medelvärde | −2  | −1,4 | 2,1  | 6,2  | 10,3 | 13,8 | 15,5 | 15   | 12   | 7,7  | 3,3  | 0,2 |
|                                            |     |      |      |      |      |      |      |      |      |      |      |     |
| Nederbörd                                  | 77  | 69   | 70   | 78   | 92   | 101  | 83   | 85   | 100  | 118  | 121  | 103 |

| Diagram | temperaturer i °C • månadsnederbörd i mm • Källa: Climate-data.org | temperaturer i °C • månadsnederbörd i mm • Källa: Climate-data.org | temperaturer i °C • månadsnederbörd i mm • Källa: Climate-data.org | temperaturer i °C • månadsnederbörd i mm • Källa: Climate-data.org | temperaturer i °C • månadsnederbörd i mm • Källa: Climate-data.org | temperaturer i °C • månadsnederbörd i mm • Källa: Climate-data.org | temperaturer i °C • månadsnederbörd i mm • Källa: Climate-data.org | temperaturer i °C • månadsnederbörd i mm • Källa: Climate-data.org | temperaturer i °C • månadsnederbörd i mm • Källa: Climate-data.org | temperaturer i °C • månadsnederbörd i mm • Källa: Climate-data.org | temperaturer i °C • månadsnederbörd i mm • Källa: Climate-data.org | temperaturer i °C • månadsnederbörd i mm • Källa: Climate-data.org |
|         | 77 5 -2                                                            | 69 7 -1                                                            | 70 12 2                                                            | 78 17 6                                                            | 92 21 10                                                           | 101 25 14                                                          | 83 28 16                                                           | 85 27 15                                                           | 100 23 12                                                          | 118 17 8                                                           | 121 10 3                                                           | 103 6 0                                                            |

## Politik och administration

### Politisk ledning
Karlovacs stadsfullmäktige är stadens högsta beslutande organ. Det består av totalt 25 råd  (2020) och sammanträder i Karlovacs stadshus som är beläget i Gamla stan. År 2020 innehade det politiska partiet Kroatiska demokratiska unionen (HDZ) flest mandat i Karlovacs stadsfullmäktige. 

### Administrativ och geografisk indelning
Karlovacs stadskommun är geografiskt indelad i 52 samhällen inklusive tätorten Karlovac. Tätorten delas geografiskt och administrativt in i 12 stadsdelar. Stadskommunens övriga 51 samhällen ingår administrativt i någon av den 26 lokalnämndsområdena.

#### Stadskommunen
Karlovac stadskommun består geografiskt av 52 samhällen inklusive tätorten Karlovac. Dessa är:
- Banska Selnica, 90 invånare
- Banski Moravci, 68 invånare
- Blatnica Pokupska, 31 invånare
- Brezova Glava, 135 invånare
- Brežani, 129 invånare
- Brođani, 141 invånare
- Cerovac Vukmanićki, 902 invånare
- Donja Trebinja, 22 invånare
- Donje Mekušje, 207 invånare
- Donji Sjeničak, 69 invånare
- Gornja Trebinja, 169 invånare
- Gornje Stative, 385 invånare
- Gornji Sjeničak, 150 invånare
- Goršćaki, 119 invånare
- Husje, 176 invånare
- Ivančići Pokupski, 11 invånare
- Ivanković Selo, 25 invånare
- Ivošević Selo, 7 invånare
- Kablar, 122 invånare
- Karasi, 50 invånare
- Karlovac, 46 833 invånare
- Klipino Brdo, 14 invånare
- Kljaić Brdo, 18 invånare
- Knez Gorica, 111 invånare
- Kobilić Pokupski, 43 invånare
- Konjkovsko, 6 invånare
- Koritinja, 113 invånare
- Ladvenjak, 382 invånare
- Lipje, 48 invånare
- Luka Pokupska, 360 invånare
- Mahićno, 522 invånare
- Manjerovići, 32 invånare
- Okić, 64 invånare
- Popović Brdo, 224 invånare
- Priselci, 96 invånare
- Rečica, 538 invånare
- Ribari, 108 invånare
- Skakavac, 233 invånare
- Slunjska Selnica, 78 invånare
- Slunjski Moravci, 85 invånare
- Šebreki, 0 invånare
- Šišljavić, 457 invånare
- Tušilović, 631 invånare
- Tuškani, 216 invånare
- Udbinja, 63
- Utinja, 5 invånare
- Vodostaj, 504 invånare
- Vukmanić, 207 invånare
- Vukoder, 1 043 invånare
- Zadobarje, 373 invånare
- Zagraj, 63 invånare
- Zamršje, 167 invånare

#### Tätorten

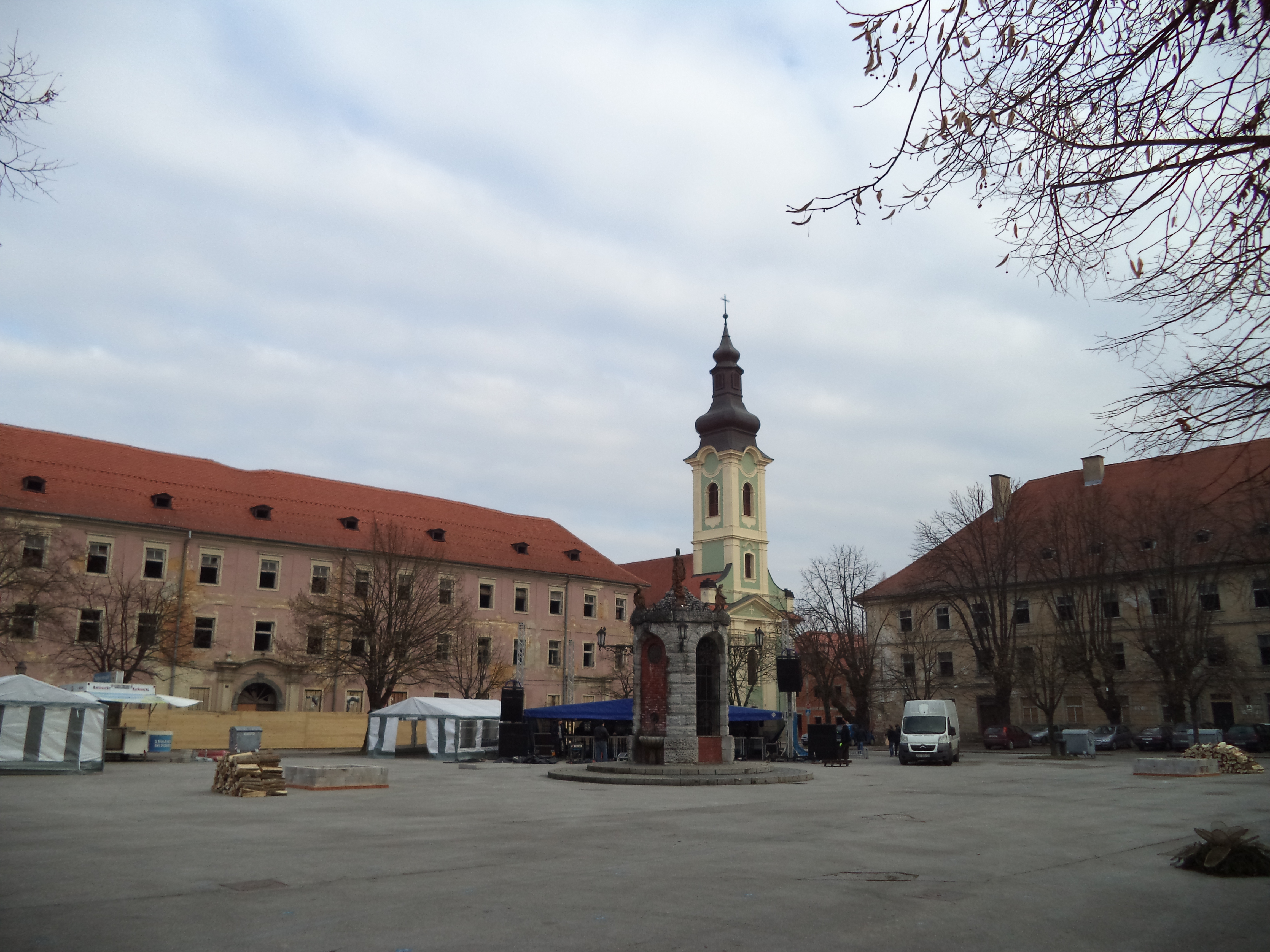
Ban Josip Jelačićs torg i stadsdelen Zvijezda (Stjärnan) som utgör Karlovacs historiska stadskärna.

Tätorten Karlovac är geografiskt och administrativt indelad i 12 stadsdelar (gradske četvrti). Dessa är: 
- Banija, 3 291 invånare
- Drežnik-Hrnetić, 2 049 invånare
- Dubovac, 2 237 invånare
- Gaza, 2 197 invånare
- Grabrik, 4 465 invånare
- Luščić-Jamadol, 3 890 invånare
- Mostanje, 1 213 invånare
- Novi Centar, 5 774 invånare
- Rakovac, 167 invånare
- Švarča, 3 084 invånare
- Turanj, 2 615 invånare
- Zvijezda, 3 491 invånare

## Ekonomi och infrastruktur

### Ekonomi
Karlovac är en handels- och industristad. Tillverkningsindustrin (produktion av mat och dryck, färdiga metallprodukter, maskiner och apparater) samt handels- och konstruktionsbranschen utgör stommen i den lokala ekonomin. Andra viktiga näringsgrenar är turism, jakt, skogs- och jordbruk. HS Produkt (vapentillverkare), PPK Karlovac (köttindustri), General Electric Hrvatska (metallproduktion) och Heineken Hrvatska (öltillverkning) är sett till antalet anställda bland de största arbetsgivarna i Karlovac.

### Transport och kommunikationer

#### Busstrafik
Karlovacs stadsbusstrafik trafikeras av det lokala bussbolaget Autotransport Karlovac. Den centrala busstationen för stads- och långdistansbussarna är belägen på gatuadressen Većeslava Holjevca 5, cirka 5 minuters promenad sydväst om stadens historiska stadskärna.

#### Flygtrafik
Karlovac saknar egen flygplats. Närmaste internationella flygplats är Zagrebs flygplats (Franjo Tuđmans flygplats) drygt 60 kilometer från Karlovacs stadscentrum. Mellan staden och flygplatsen finns goda vägförbindelser och resan tar drygt 45 minuter med motorfordon. Alternativa internationella flygplatser som alla ligger inom en radie av mindre än 250 kilometer och färdväg på mindre är 3 timmar med motorfordon från stadscentrum är Rijekas flygplats, Pulas flygplats, Zadars flygplats, Ljubljanas flygplats och Graz flygplats. 

#### Järnvägstrafik

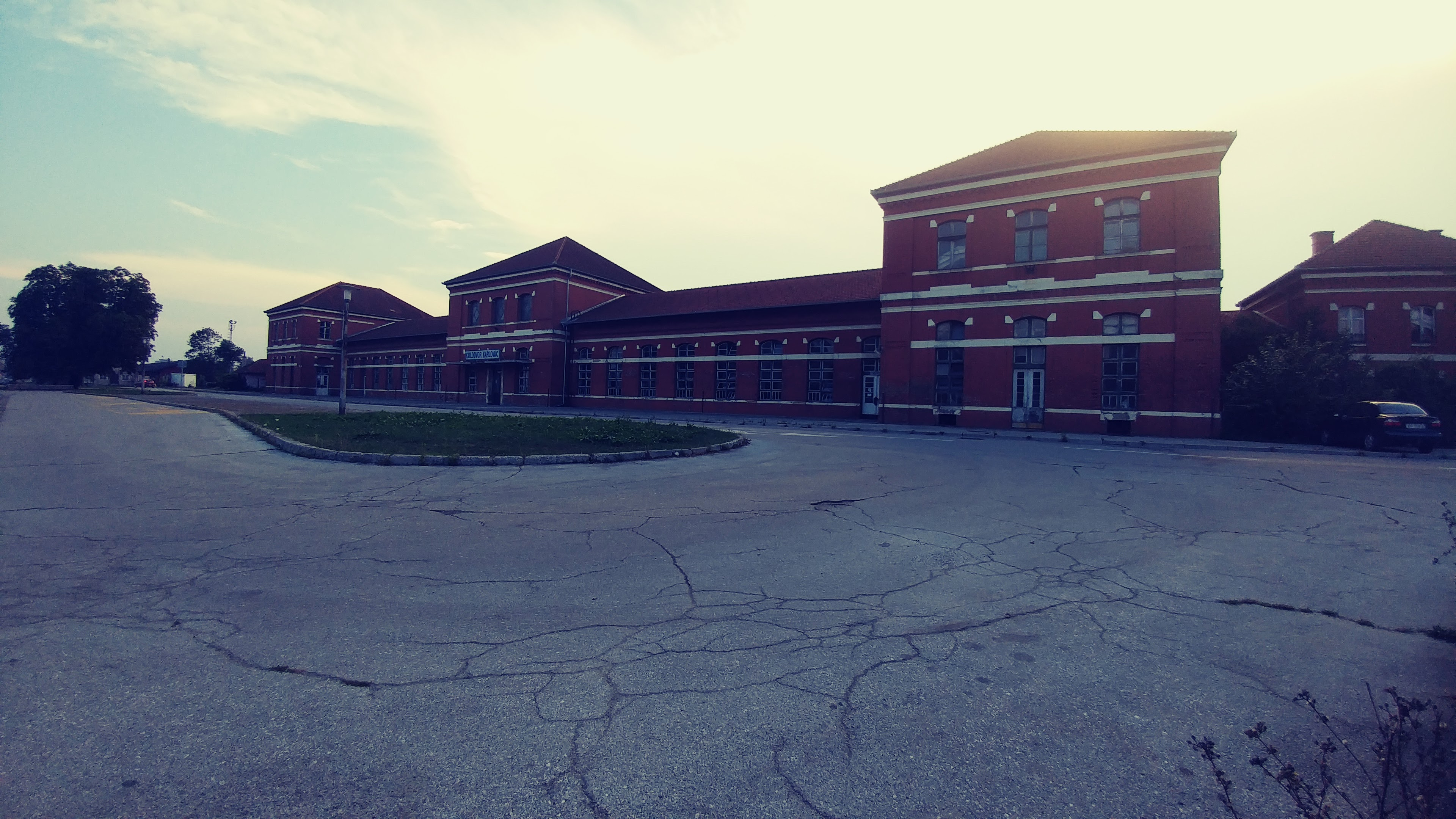
Karlovacs järnvägsstation år 2016.

Karlovacs järnvägsstation är belägen på gatuadressen Rajnerova 3 i stadsdelen Banija, cirka 15 minuters promenad nordväst om stadens historiska stadskärna. Från stationen utgår trafik österut mot Zagreb, västerut mot Rijeka och Split samt norrut mot Ljubljana. Vid järnvägsstationen finns parkeringsplats och taxistation. På gatan Ulica Većeslava Holjevca, mittemot den centrala busstationen, finns tåghållplatsen Karlovac Centar.   

#### Vägnät
Vid Karlovac finns anslutningsväg till motorväg A1 som i östlig riktning leder mot huvudstaden Zagreb och i västlig riktning mot Rijeka och Split. Landsväg 6 leder åt nordväst mot kroatisk-slovenska statsgränsen. Åt sydväst leder landsväg 1 mot Slunj och via Plitvicesjöarnas nationalpark till Split och det dalmatiska kustlandet.

## Demografi

### Könsfördelning, etniska och religiösa grupper
Av stadskommunen Karlovacs 55 708 invånare är 29 543 kvinnor och 26 162 män (2011).
Majoriteten av invånarna (49 140 personer eller 88,21 procent av befolkningen) är kroater. De största etniska minoriteten i Karlovacs stadskommun är serberna (4 460 personer eller 8,01 procent av befolkningen). Ingen av stadens övriga minoriteter (däribland albaner, bosniaker, montenegriner, tyskar, ungrare etcetera) uppgår som etnisk grupp till mer än 1 procent av befolkningen. Noterbart är att stadens etniska sammansättning ändrades i samband med det kroatiska självständighetskriget (1991–1995). Serberna var före år 1991 fler till antalet. I samband med kriget flydde många serber till företrädesvis Bosnien och Hercegovina eller Serbien. Samtidigt bosatte sig kroater från områden i Kroatien som kontrollerades av serbiska rebeller (se Serbiska republiken Krajina) och Bosnien och Hercegovina permanent i staden.
En majoritet av stadskommunens invånare (45 876 personer eller 82,36 procent av befolkningen) bekänner sig till den romersk-katolska tron. I staden finns flera romersk-katolska kyrkor och en serbisk-ortodox kyrka (se Sankt Nikolai kyrka). Tidigare fanns det en synagoga i Karlovac (se Karlovacs synagoga) som demolerades under andra världskriget. Vad som kvarstod av den tidigare synagogan revs slutligen år 1960.  

### Befolkningsutveckling
| Karlovacs befolkningsutveckling åren 1857–2011 Källa: Kroatiska statistiska centralbyrån |

### Språk och dialekter
I Karlovac talas officiellt standardkroatiska som grundar sig på štokavisk dialekt med ijekavisk uttal. Staden grundades relativt sent (1579) med påföljande urbanisering och inflyttning av människor från kringliggande orter. Unikt för staden är att den ligger i gränslandet mellan det kroatiska språkets tre huvuddialekter: čakaviska, kajkaviska och štokaviska. Med introduktionen av television och media samt ett allt mer standardiserat språkbruk har den unika ursprungliga karlovac-dialekten som av språkforskare beskrivs som en hybrid av kroatiskans tre huvuddialekter trängts undan allt mer till förmån för den standardiserade štokaviskan. Intressant är att det i vissa kringliggande samhällen norr och nordväst om tätorten Karlovac talas/talades en underdialekt som i sin tur beskrivs som en čakavisk-kajkavisk hybrid. 
Historiskt har tyskan spelat en stor roll i Karlovac som ursprungligen anlades som en habsburgsk garnisonsstad. Tyska var kommandospråk och det dominerande språket inom det habsburgska militärväsendet. Tyska talades även i skolorna, inom teatern och inom handeln. Det var först från skolåret 1886/1887 som tyskans ställning som obligatoriskt språk i undervisningen avskaffades och kroatiskan introducerades.

## Kultur och samhälle

### Arkitektur, stadsbild och byggnadsverk (urval)

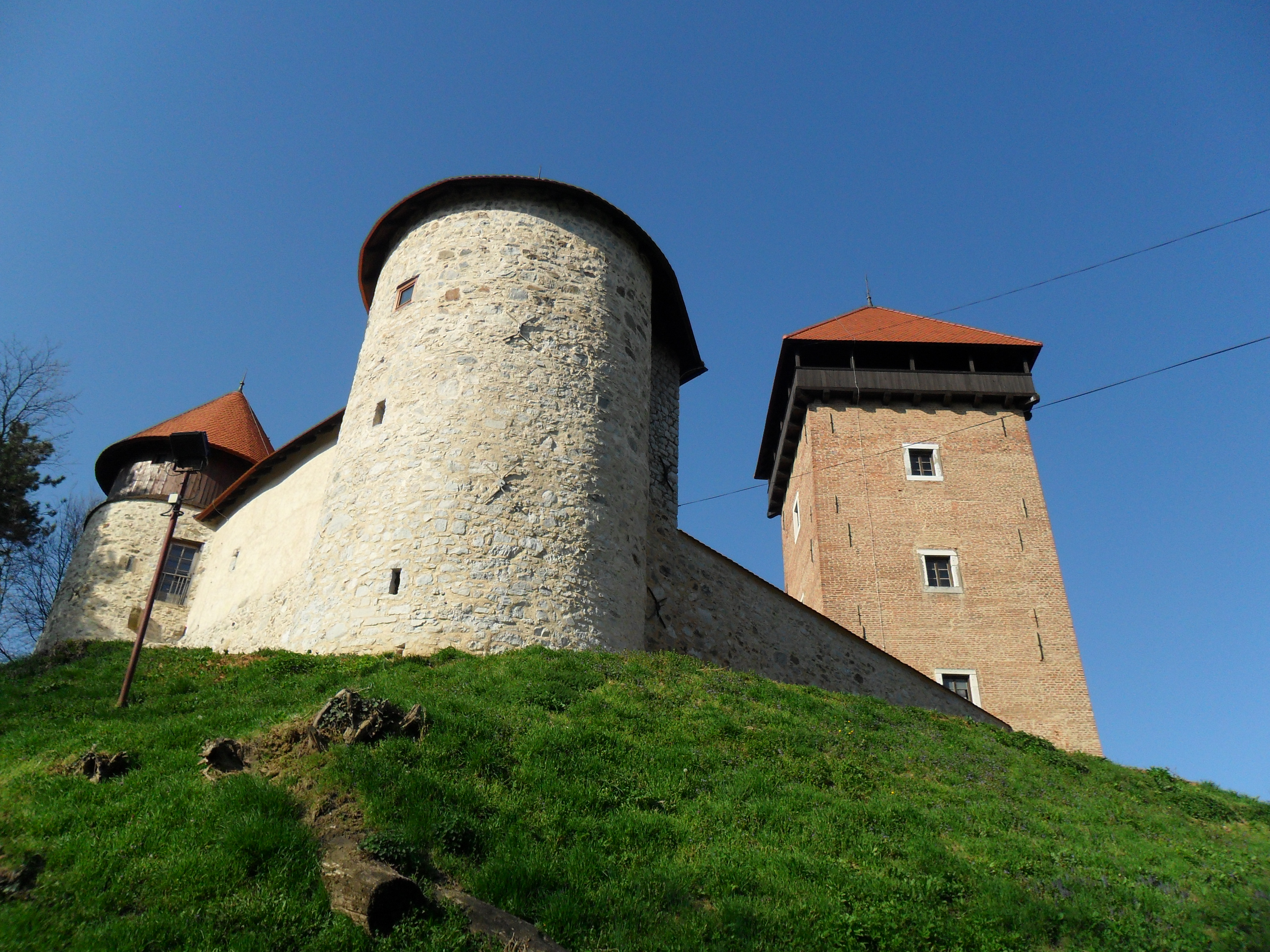
Dubovacborgen år 2011.

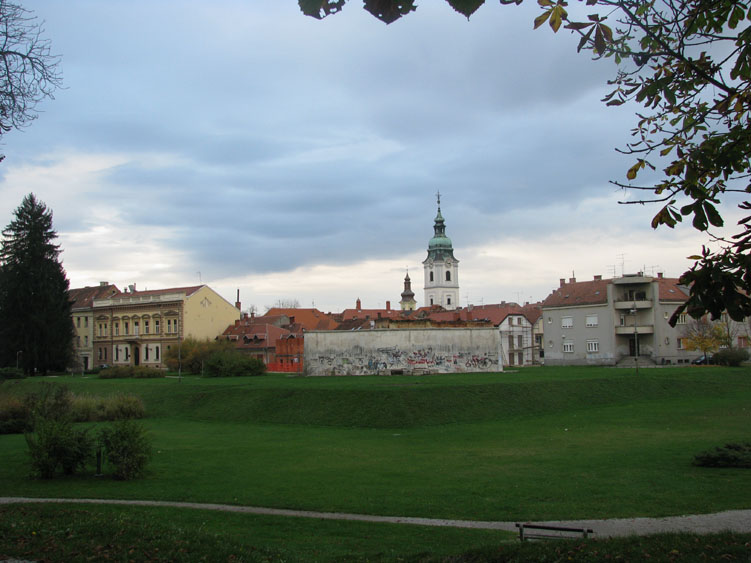
Vy mot Gamla stan år 2008.

#### Allmänna byggnader och landmärken
- Dubovacborgen – Karlovacs äldsta bevarade byggnadsverk med rötter från 1200-talet.[40]
- Frankopan-palatset (se Karlovacs stadsmuseum) – Uppfört under 1600-talets andra hälft och ett av de äldsta bevarade högreståndsbostäderna i Gamla stan.[41]
- Karlovacs stadshus – Byggnaden tillkom år 1780 och är säte för Karlovacs stadsfullmäktige.[42][43]

#### Religiösa byggnader och platser
- Heliga Treenighetens kyrka och franciskanklostret – Kyrkan med rötter från 1500-talet och klostret med rötter från 1600-talet är den centrala  romersk-katolska helgedomen i Karlovac.[44]
- Helige Josefs nationella helgedom – Kyrkobyggnaden invigdes år 1974 och år 1987 utsåg Kroatiska biskopskonferensen den till Kroatiens nationella helgedom.[45]
- Paulinerklostret och Vår Fru av Snöns stiftskyrka – Kloster och kyrka med rötter från 1400-talet.[46]
- Sankt Nikolai kyrka – Karlovacs centrala serbisk-ortodoxa kyrka. Ursprungligen invigd år 1804, förstörd år 1993, återuppbyggd och invigd år 2007.[47]
- Karlovacs synagoga – En historisk och idag ickeexisterande synagoga. Den invigdes år 1871, förstördes under andra världskriget och revs slutligen år 1960.
- Karlovacs begravningsplatser – I staden finns totalt fem begravningsplatser varav fyra är belägna i närheten av varandra i stadsdelen Dubovac.[48] De fyra begravningsplatserna i Dubovac (den militära, den romersk-katolska, den serbisk-ortodoxa och den judiska kyrkogården) är tillika de äldsta kyrkogårdarna i staden. Jamadol-kyrkogården är av senare datum.

### Kultur, nöjen och idrott

#### Evenemang
- Advent i Karlovac (Advent u Karlovcu) – Ett traditionellt och årligen återkommande evenemang med anknytning till advents- och julfirandet. Evenemanget äger rum i centrala Karlovac och pågår från första advent (slutet av november eller början av december) till slutet av december. Det kännetecknas av en julmarknad och ett kultur- och underhållningsprogram riktat till allmänheten och besökare.[49]
- Karlovacs öldagar (Dani piva Karlovac) – En i augusti årligen återkommande ölfestival.[50]
- Karlovac Piano Festival – En i juli månad årligen återkommande musikfestival.[51]
- Midsommarelden i Karlovac (Ivanjski krijes u Karlovcu) – En återkommande midsommartradition och festival i Karlovac som årligen hålls på midsommarafton. Evenemanget inkluderar midsommareldar, fyrverkerier, musik- dans- och paraduppvisningar samt sportutövningar såsom dragkamp.[52]
- Staden Karlovacs dag (Dan grada Karlovca) – Stadens dag firas årligen den 13 juli. En dag med olika kulturevenemang kulminerar i en stor traditionell "födelsedagsbal" där lokalbor (och besökare) dansar vals på Ban Josip Jelačićs torg i Gamla stan.[13][53]
- Stjärnklar sommar (Zvjezdano ljeto) – Karlovacs sommarfestival. Den drygt tre veckor långa sommarfestivalen inleds med evenemanget midsommarelden i Karlovac och avslutas på staden Karlovacs dag den 13 juli. Under dessa veckor arrangeras flera olika kulturevenemang runt om i staden.[54][55]

#### Insignier, symboler och ceremonier
Karlovacs officiella attribut och symboler innefattar Karlovacs stadsvapen, stadsflaggan, stadens sigill, stadshalskedjan och stadens logo som är en stiliserad stjärna. Karlovacs civilgarde är ett historiskt livgarde som har en ceremoniell roll och representerar Karlovac vid olika evenemang.

#### Museer, gallerier och utställningar

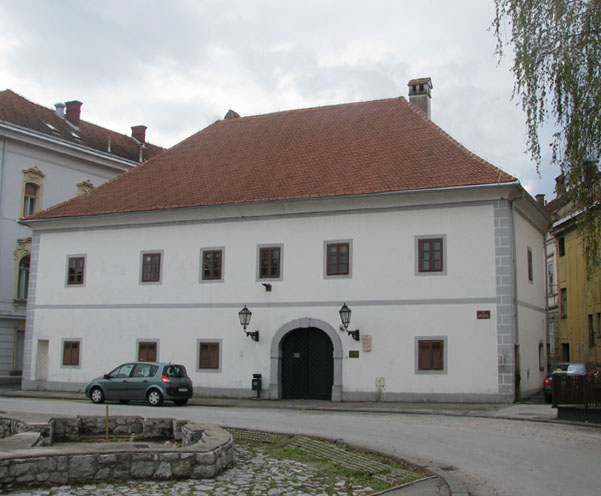
Stadsmuseets huvudbyggnad (Frankopan-palatset) år 2008.

- Karlovacs stadsmuseum (Gradski muzej Karlovac) – Karlovacs centrala museiinstitution. Museet ansvarar för flera gallerier och permanenta utställningar utanför huvudbyggnaden (Frankopanpalatset) i Gamla stan, däribland Hemlandskrigets museum i Karlovac-Turanj, Vjekoslav Karas galleri, utställningen i Dubovacborgen och Topuskos lapidarium i Topusko.[57]
- Franciskanermuseet (Franjevački muzej) – I Karlovacs franciskanerkloster finns Franciskanermuseet som allmänheten i överenskommelse med klostret har tillgång till.[58]
- Karlovacs brandförsvarsmuseum 1871 (Muzej karlovačkog vatrogastva 1871) – I samma byggnad som Karlovacs räddningstjänst finns sedan år 2009 det lokala brandförsvarets museum.[59][60] Karlovacs brandväsende spår sina rötter från år 1871 och i museet berättas dess historia under 1800- och 1900-talet.[59]  I museets utställning finns drygt 1 000 objekt, däribland brandpumpar, uniformer, hjälmar och dokument.[59]

#### Sportutövning och sportanläggningar
I Karlovac finns drygt 6 000 idrottsutövare. Den lokala sportföreningen "Udruga za razvoj građanske i političke kulture Karlovac Polka" som arbetar för och uppmuntrar till sportutövning samlar drygt 133 lokala idrottsföreningar och 5 000 medlemmar. Nästan alla sporter är representerade inom sportföreningen.
Mladost skolsporthall invigdes år 1967 och är Karlovacs största och främsta idrottsarena. Branko Čavlović-Čavlek-stadion är stadens främsta fotbollsanläggning och hemmaarena för det lokala fotbollslaget NK Karlovac 1919.
"Karlovački cener" är en löpartävling som arrangeras årligen den andra fredagen i juni. Huvudloppet som går genom stadens historiska stadskärna och mellan de två floderna Korana och Kupa är nästan 10 000 meter långt och består av tre rundor som är 3 285 meter långa.
Karlovac har stått värd och varit medorganisatör för flera internationella sportevenemang, däribland världsmästerskapet i basket för herrar 1970, Europamästerskapet i basket för herrar 1975 och världsmästerskapet i handboll för damer 2003.  

#### Teatrar och biografer

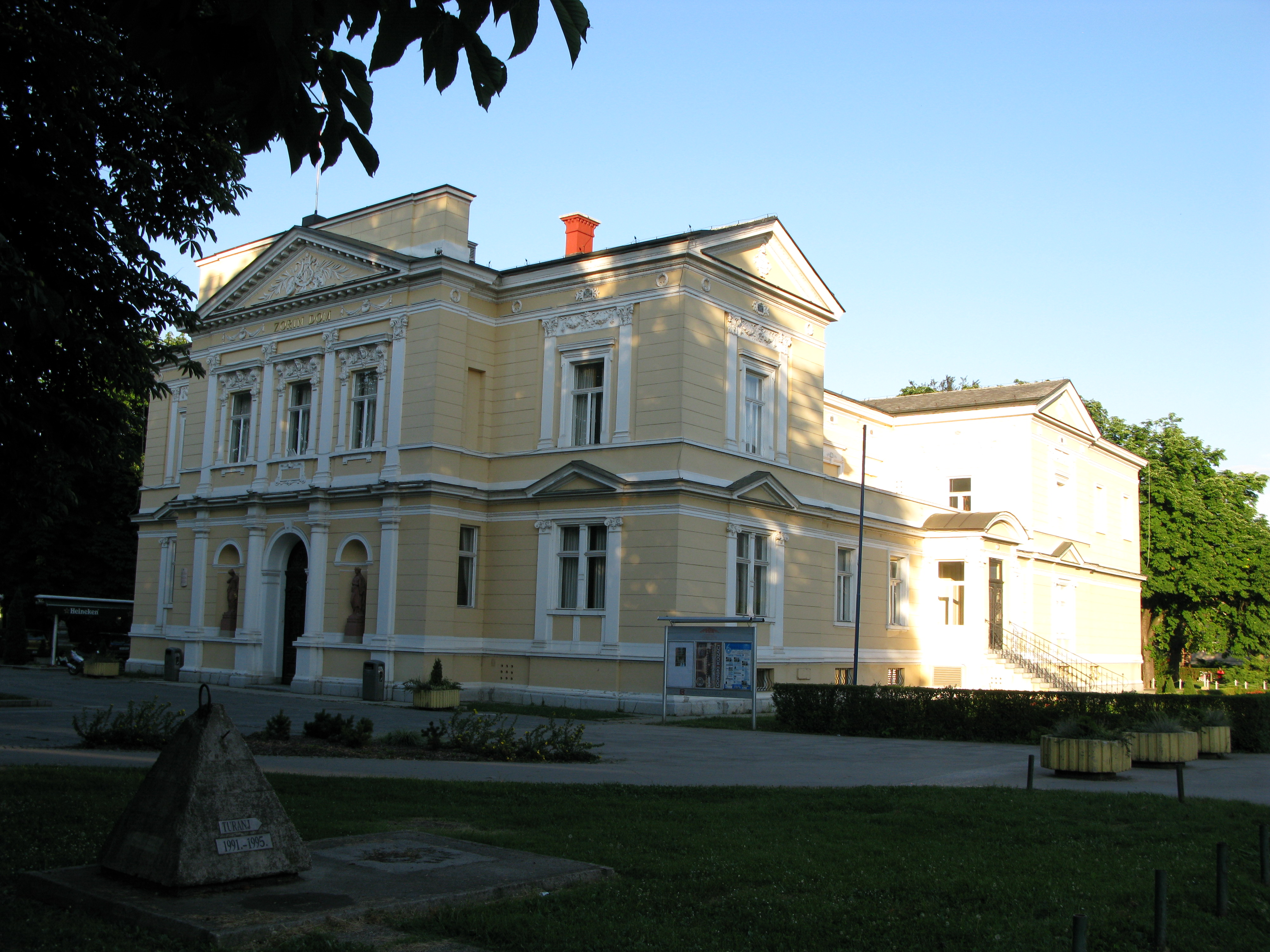
Zorin doms stadsteater år 2008.

Zorin doms stadsteater med rötter från år 1892 är Karlovacs främsta teaterscen. Den kulturmärkta biografen Kino Edison var i bruk åren 1920–2007 och köptes av Karlovacs stad år 2016. Det finns långtgående planer på att restaurera och sätta biografen i bruk med dessa planer har till dagens dato (2020) inte fullbordats.  

### Utbildning
I Karlovacs tätort finns 11 grundskolor, 10 gymnasieskolor och en yrkeshögskola (se Karlovacs yrkeshögskola). Stadens äldsta gymnasieskola med rötter från år 1766 är Karlovacs gymnasium. Vetenskapsmannen Nikola Tesla (1856–1943) var en av gymnasiets alumner åren 1870–1873 när han var i 14–17-årsåldern.

## Internationella relationer

### Vänorter
Karlovac är vänort med följande orter:
- Alessandria, Italien (sedan 1964).
- Kragujevac, Serbien (sedan 1968).
- Kansas City, Kansas, USA (sedan 1977).
- Erzsébetváros (7:e distriktet i Budapest, sedan 2008).

## Trivia
En del av scenerna i musikvideon till låten Earth Song, en hitlåt av den amerikanske sångaren Michael Jackson (1958–2009), spelades in i stadsdelen Turanj i Karlovac. Musikvideon till låten som släpptes år 1995 spelades in på fyra olika kontinenter. I scenerna från Karlovac gestaltas en familj som går genom sin av kriget förstörda hemstad och sorgset betraktar vad som en gång varit deras hem. I scenerna deltog den då 16 år gamla kroatiska skådespelerskan Olga Pakalović, den serbiske skådespelaren Slobodan Dimitrijević och lokalbor som agerade statister.  

### Fotnoter
1. 1 2  ”An interesting geography” (på engelska). Visitkarlovaccounty.hr. Karlovac läns turistförening. Arkiverad från originalet den 22 oktober 2020. https://web.archive.org/web/20201022061845/https://visitkarlovaccounty.hr/an-interesting-geography/?lang=en. Läst 22 september 2020.
2. 1 2  ”Karlovac: 25 Things to Know about the City on 4 Rivers” (på engelska). Total-croatia-news.com. Total Croatia News. Arkiverad från originalet den 30 oktober 2020. https://web.archive.org/web/20201030170232/https://www.total-croatia-news.com/25-things-to-know-about-croatia/2485-karlovac-25-things-to-know-about-the-city-on-4-rivers. Läst 22 september 2020.
3. 1 2 3  ”Population by age and sex, by settlements, 2011 census” (på engelska). Dzs.hr. Državni zavod za statistiku (Kroatiska statistiska centralbyrån). Arkiverad från originalet den 30 augusti 2020. https://web.archive.org/web/20200830153912/https://www.dzs.hr/Eng/censuses/census2011/results/htm/e01_01_01/e01_01_01_zup04_1791.html. Läst 22 september 2020.
4. ↑  ”The Mayor” (på engelska). Karlovac.hr. Karlovacs stad. Arkiverad från originalet den 30 oktober 2020. https://web.archive.org/web/20201030191755/https://www.karlovac.hr/the-mayor/3014. Läst 16 september 2020.
5. 1 2 3  ”Karlovac” (på engelska). Britannica.com. Encyclopædia Britannica. https://www.britannica.com/place/Karlovac. Läst 22 september 2020.
6. ↑  ”Povijest” (på kroatiska). Kazup.hr. Karlovacs län. https://www.kazup.hr/index.php/povijest. Läst 24 oktober 2020.
7. ↑  ”Population in major towns and municipalities, 2011 census” (på engelska). Dzs.hr. Državni zavod za statistiku (Kroatiska statistiska centralbyrån). Arkiverad från originalet den 21 september 2020. https://web.archive.org/web/20200921194039/https://www.dzs.hr/Eng/censuses/census2011/results/htm/e01_06_01/E01_06_01.html. Läst 22 september 2020.
8. 1 2 3 4 5 6 7 8 9 10 11 12 13 14  ”About Karlovac” (på engelska). Karlovac.hr. Karlovacs stad. Arkiverad från originalet den 30 oktober 2020. https://web.archive.org/web/20201030183323/https://www.karlovac.hr/about-karlovac-3017/3017. Läst 22 september 2020.
9. ↑  ”Karlovac Famous Brewery Changes Name To Heineken Croatia” (på engelska). Croatiaweek.com. Croatia Week. https://www.croatiaweek.com/karlovac-famous-brewery-changes-name-to-heineken-croatia. Läst 22 oktober 2020.
10. ↑  ”Karlovac – The 4 Rivers City” (på engelska). Marzito.com. Marzito. https://www.marzito.com/karlovac-croatia. Läst 22 oktober 2020.
11. 1 2  ”The Karlovac of Yore” (på engelska). Visitkarlovac.hr. Karlovacs turistförening. https://visitkarlovac.hr/the-karlovac-of-yore/?lang=en. Läst 22 september 2020.
12. ↑  ”Više o regiji” (på kroatiska). Karlovacka-policija.gov.hr. Polisväsendet i Karlovacs län. https://karlovacka-policija.gov.hr/policijske-postaje/policijska-postaja-karlovac-27581/vise-o-regiji-27582/27582. Läst 22 september 2020.
13. 1 2  ”Happy 440th Birthday of the City of Karlovac!” (på engelska). Themayor.eu. The Mayor. Arkiverad från originalet den 31 oktober 2020. https://web.archive.org/web/20201031125048/https://www.themayor.eu/it/happy-440th-birthday-of-the-city-of-karlovac. Läst 22 september 2020.
14. ↑  ”City of Karlovac” (på engelska). Energy-cities.eu. Energy Cities. https://energy-cities.eu/members/city-of-karlovac. Läst 22 september 2020.
15. ↑  ”13. srpnja 1579. utemeljena hrvatska 'biser utvrda' za obranu od Turaka – grad Karlovac” (på kroatiska). Narod.hr. Narod. https://narod.hr/kultura/13-srpnja-1579-utemeljena-hrvatska-biser-utvrda-za-obranu-od-turaka-grad-karlovac. Läst 22 september 2020.
16. ↑  Stallaerts, Robert (22 december 2009) (på engelska). Historical Dictionary of Croatia. Scarecrow Press. sid. 183. ISBN 978-0810867505. https://books.google.se/books?id=NSjRbIz4iDkC&pg=PA183&dq=karlovac+13+july+1579&hl=sv&sa=X&ved=2ahUKEwiPwauxsv3rAhVQ_qQKHe9FDjAQ6AEwAXoECAUQAg#v=onepage&q=karlovac%2013%20july%201579&f=false. Läst 22 september 2020
17. 1 2 3 4 5 6 7 8 9 10 11 12 13 14 15 16 17 18 19 20 21  ”Povijest Karlovca” (på kroatiska). Visitkarlovac.hr. Karlovacs turistförening. Arkiverad från originalet den 30 oktober 2020. https://web.archive.org/web/20201030222121/https://www.karlovac.hr/grad/zvijezda-93/povijest-2994/2994. Läst 24 oktober 2020.
18. 1 2  ”Karlovac” (på kroatiska). Enciklopedija.hr. Miroslav Krležas lexikografiska institut. Arkiverad från originalet den 22 oktober 2020. https://web.archive.org/web/20201022153545/https://www.enciklopedija.hr/natuknica.aspx?ID=30588. Läst 21 oktober 2020.
19. 1 2  ”Povijest naše škole” (på kroatiska). Gimnazija-karlovac.hr. Karlovacs gymnasium. https://www.gimnazija-karlovac.hr/skola/povijest-nase-skole.html. Läst 26 oktober 2020.
20. ↑  ”Karlovačka pivovara” (på kroatiska). Gmk.hr. Karlovacs stadsmuseum. Arkiverad från originalet den 16 oktober 2020. https://web.archive.org/web/20201016201127/http://vmki.gmk.hr/Leksikon/Predmet/133. Läst 28 september 2020.
21. ↑  ”Karlovački HSP-ovci obilježili 118 godina pravaštva u Karlovcu” (på kroatiska). Kaportal.net.hr. KAportal. https://kaportal.net.hr/nekategorizirano/3778335/karlovacki-hsp-ovci-obiljezili-118-godina-pravastva-u-karlovcu. Läst 26 oktober 2020.
22. ↑  ”Karlovac-Turanj Homeland War Museum Was Worth the Waita” (på engelska). Hrvatski-vojnik.hr. Kroatiska försvarsdepartementet. https://hrvatski-vojnik.hr/karlovac-turanj-homeland-war-museum-was-worth-the-wait. Läst 26 oktober 2020.
23. ↑  ”Parohija karlovačka” (på serbiska). Eparhija-gornjokarlovacka.hr. Övre Karlovacs eparkat. http://www.eparhija-gornjokarlovacka.hr/old_site/Parohija-Karlovacka-L.htm. Läst 17 oktober 2020.
24. ↑  ”4. listopada 1991. Turanj (Karlovac) – mali Vukovar na utoku Mrežnice u Koranu” (på kroatiska). Narod.hr. Narod. https://narod.hr/kultura/4-listopada-1991-turanj-karlovac-mali-vukovar-utoku-mreznice-koranu. Läst 26 oktober 2020.
25. ↑  ”Organization and Military Medical Doctrine During the War Of Independence (1991–1995) In Karlovac County, Croatia” (på engelska). Military-medicine.com. Military-medicine.com. https://military-medicine.com/article/3669-organization-military-medical-doctrine-during-the-war-of-independence-1991-1995-in-karlovac-county-croatia.html. Läst 26 oktober 2020.
26. ↑  ”The Homeland War Museum opened in Karlovac” (på engelska). Plitvicetimes.com. Plitvice Times. http://www.plitvicetimes.com/photo-homeland-war-museum-opened-karlovac. Läst 21 september 2020.
27. 1 2 3 4  ”Karlovac climate” (på engelska). Climate-data.org. Climate Data. https://en.climate-data.org/europe/croatia/karlovac/karlovac-33794/#climate-graph. Läst 18 oktober 2020.
28. ↑  ”The Mayor” (på kroatiska). Karlovac.hr. Karlovacs stad. Arkiverad från originalet den 30 oktober 2020. https://web.archive.org/web/20201030163603/https://www.karlovac.hr/gradsko-vijece-12/gradsko-vijece-2732/2732. Läst 26 oktober 2020.
29. 1 2 3  ”Gradske četvrti / Mjesni odbori” (på kroatiska). Karlovac.hr. Karlovacs stad. https://www.karlovac.hr/gradske-cetvrti-mjesni-odbori/54. Läst 22 oktober 2020.
30. 1 2  ”Investor’s Guide” (på engelska) ( PDF). Karlovac.hr. Karlovacs stad. sid. 22. Arkiverad från originalet den 28 december 2021. https://web.archive.org/web/20211228230256/https://www.karlovac.hr//UserDocsImages/dokumenti/Stranice/investors.pdf. Läst 24 september 2020.
31. ↑  ”Top 10 poslodavaca: HS Produkt najviše zapošljava i ima najveću dobit, PPK ima najveće ukupne prihode” (på kroatiska). Kaportal.net.hr. KAportal (RTL Hrvatska). https://kaportal.net.hr/aktualno/3685281/top-10-poslodavaca-hs-produkt-najvise-zaposljava-i-ima-najvecu-dobit-ppk-ima-najvece-ukupne-prihode. Läst 13 oktober 2020.
32. ↑  ”O nama” (på kroatiska). Atsk.hr. Autotransport Karlovac. https://www.atsk.hr/o-nama.html. Läst 13 oktober 2020.
33. ↑  ”Arrival by bus” (på engelska). Visitkarlovac.hr. Karlovacs turistförening. https://visitkarlovac.hr/arrival-by-bus/?lang=en. Läst 13 oktober 2020.
34. ↑  ”Arrival by airplane” (på engelska). Visitkarlovac.hr. Karlovacs turistförening. https://visitkarlovac.hr/arrival-by-airplane/?lang=en. Läst 13 oktober 2020.
35. ↑  ”Arrival by train” (på engelska). Visitkarlovac.hr. Karlovacs turistförening. https://visitkarlovac.hr/arrival-by-train/?lang=en. Läst 13 oktober 2020.
36. 1 2  ”Population by ethnicity, by towns/municipalities, 2011 census” (på engelska). Dzs.hr. Kroatiska statistiska centralbyrån. Arkiverad från originalet den 16 mars 2021. https://web.archive.org/web/20210316052049/https://www.dzs.hr/Eng/censuses/census2011/results/htm/E01_01_04/e01_01_04_zup04.html. Läst 22 september 2020.
37. ↑  ”Population by religion, by towns/municipalities, 2011 census” (på engelska). Dzs.hr. Kroatiska statistiska centralbyrån. Arkiverad från originalet den 28 augusti 2020. https://web.archive.org/web/20200828162210/https://www.dzs.hr/Eng/censuses/census2011/results/htm/e01_01_10/E01_01_10_zup04.html. Läst 22 september 2020.
38. ↑  ”Govori karlovačkog područja – jedinstveni primjer hrvatske jezične baštine” (på kroatiska). Kagovori.gmk.hr. Karlovacs stadsmuseum. Arkiverad från originalet den 28 februari 2021. https://web.archive.org/web/20210228213021/http://kagovori.gmk.hr/. Läst 23 september 2020.
39. ↑  ”Ukinut njemački jezik” (på kroatiska). Gimnazija-karlovac.hr. Karlovacs gymnasium. https://www.gimnazija-karlovac.hr/250-prica-za-250-godina/232-ukinut-njemacki-jezik.html. Läst 23 september 2020.
40. ↑  ”Dubovac Castle” (på engelska). Gmk.hr. Karlovacs stadsmusem. Arkiverad från originalet den 13 maj 2014. https://web.archive.org/web/20140513193233/http://www.gmk.hr/About%20us/Museum%20Units/Dubovac%20Castle. Läst 17 september 2020.
41. ↑  ”History of the building and museum” (på engelska). Gmk.hr. Karlovacs stadsmuseum. http://www.gmk.hr/About%20us/History%20of%20the%20building%20and%20the%20museum. Läst 18 september 2020.[död länk]
42. ↑  ”Gradska vijećnica” (på kroatiska). Kafotka.net. KAfotka – Udruga fotografa. https://www.kafotka.net/3024. Läst 18 oktober 2020.
43. ↑  ”Pozdrav iz Karlovca: Gradski magistrat” (på kroatiska). Kaportal.net.hr. KAportal (RTL Hrvatska). https://kaportal.net.hr/nekategorizirano/3770655/pozdrav-iz-karlovca-gradski-magistrat. Läst 18 oktober 2020.
44. ↑  ”The Church of the Holy Trinity and the Franciscan Monastery” (på engelska). Visitkarlovac.hr. Karlovacs turistförening. https://visitkarlovac.hr/the-church-of-the-holy-trinity-and-the-franciscan-monastery/?lang=en. Läst 21 september 2020.
45. ↑  ”Nacionalno svetište sv. Josipa” (på kroatiska). Obnovauduhu.com. Katolička Karizmatska obnova. https://www.obnovauduhu.com/vaznost-zagovorne-molitve-u-povijesti-hrvatskog-naroda-nacionalno-svetiste-svetog-josipa. Läst 20 oktober 2020.
46. ↑  ”Pauline Monastery and Our Lady of the Snows Parish Church at Kamensko” (på engelska). Visitkarlovac.hr. Karlovacs turistförening. https://visitkarlovac.hr/the-pauline-monastery-and-our-lady-of-the-snows-parish-church-at-kamensko/?lang=en. Läst 20 oktober 2020.
47. ↑  ”Patrijarh Irinej na osveštanju crkve u Karlovcu” (på serbiska). Nezavisne.com. Dnevne nezavisne novine. https://www.nezavisne.com/novosti/ex-yu/Patrijarh-Irinej-na-osvestanju-crkve-u-Karlovcu/253777. Läst 17 oktober 2020.
48. ↑  ”Karlovac cemeteries” (på engelska). Visitkarlovac.hr. Karlovacs turistförening. https://visitkarlovac.hr/karlovac-cemeteries/?lang=en. Läst 20 oktober 2020.
49. ↑  ”The Advent festival in Karlovac” (på engelska). Visitkarlovac.hr. Karlovacs turistförening. https://visitkarlovac.hr/the-advent-festival-in-karlovac/?lang=en. Läst 23 september 2020.
50. ↑  ”Karlovac Beer Days” (på engelska). Visitkarlovac.hr. Karlovacs turistförening. https://visitkarlovac.hr/karlovac-beer-days/?lang=en. Läst 23 september 2020.
51. ↑  ”Karlovac Piano Festival” (på engelska). Karlovacpianofestival.com. Karlovacs musikskola. http://www.karlovacpianofestival.com/. Läst 18 oktober 2020.
52. ↑  ”St John’s Eve bonfires” (på engelska). Visitkarlovac.hr. Karlovacs turistförening. https://visitkarlovac.hr/st-johns-eve-bonfires/?lang=en. Läst 23 september 2020.
53. ↑  ”The 440 birthday of the City of Karlovac” (på engelska). Timeout.com. Time Out. https://www.timeout.com/croatia/things-to-do/the-440-birthday-of-the-city-of-karlovac. Läst 25 september 2020.
54. ↑  ”Starry Summer in Karlovac” (på engelska). Livecamcroatia.com. Radio Mrežnica. https://www.livecamcroatia.com/en/event-site/starry-summer-in-karlovac. Läst 18 oktober 2020.
55. ↑  ”Zvjezdano ljeto” (på kroatiska). Zvjezdanoljeto.karlovac.hr. Karlovacs stad. Arkiverad från originalet den 30 oktober 2020. https://web.archive.org/web/20201030015654/https://zvjezdanoljeto.karlovac.hr/. Läst 18 oktober 2020.
56. ↑  ”Official attributes” (på engelska). Karlovac.hr. Karlovacs stad. Arkiverad från originalet den 30 oktober 2020. https://web.archive.org/web/20201030230838/https://www.karlovac.hr/about-karlovac-3017/official-attributes-3018/3018. Läst 18 oktober 2020.
57. ↑  ”Working hours and entrance fee” (på engelska). Gmk.hr. Karlovacs stadsmuseum. http://www.gmk.hr/Visit%20us/Working%20hours%20and%20entrance%20fee. Läst 26 september 2020.[död länk]
58. ↑  ”Tourist info – Franjevački muzej” (på kroatiska). Franjevci-karlovac.hr. Karlovacs franciskanermunkar. Arkiverad från originalet den 6 oktober 2020. https://web.archive.org/web/20201006195810/http://franjevci-karlovac.hr/franjevacki-muzej-karlovac/. Läst 22 september 2020.
59. 1 2 3  ”Muzej karlovačkog vatrogastva 1871” (på kroatiska). Tehnika.lzmk.hr. Kroatiska tekniska encyklopedin – Miroslav Krležas lexikografiska institut. https://tehnika.lzmk.hr/muzej-karlovackog-vatrogastva. Läst 25 september 2020.
60. ↑  ”The Karlovac Firefighters’ Museum” (på engelska). Visitkarlovac.hr. Karlovacs turistförening. https://visitkarlovac.hr/the-firefighters-museum/?lang=en. Läst 25 september 2020.
61. 1 2 3  ”Sport” (på kroatiska). Aktivirajkarlovac.net. Udruga za razvoj građanske i političke kulture Karlovac Polka. http://aktivirajkarlovac.net/publikacija-aktiviraj-karlovac/sport. Läst 18 oktober 2020.
62. ↑  ”Školska športska dvorana Mladost” (på kroatiska). Mladost-sport.hr. Mladost d.o.o. Arkiverad från originalet den 7 november 2020. https://web.archive.org/web/20201107175937/https://mladost-sport.hr/skolska-sportska-dvorana/. Läst 28 september 2020.
63. ↑  ”Školska sportska dvorana "Mladost" – arhitektura koja zaslužuje brigu” (på kroatiska). Aktivirajkarlovac.net. Udruga za razvoj građanske i političke kulture Karlovac Polka. http://aktivirajkarlovac.net/2017/04/5648. Läst 28 september 2020.
64. ↑  ”Stadion Branko Čavlović-Čavlek” (på kroatiska). Nk-karlovac1919.hr. NK Karlovac 1919. Arkiverad från originalet den 30 oktober 2020. https://web.archive.org/web/20201030075028/http://nk-karlovac1919.hr/stadion/. Läst 21 september 2020.
65. 1 2  ”Stadion Branko Čavlović-Čavlek” (på kroatiska). Karlovac10.run. Atletski klub Maraton 2000. Arkiverad från originalet den 19 september 2020. https://web.archive.org/web/20200919220440/https://karlovac10.run/utrka/info/. Läst 21 september 2020.
66. ↑  ”Povijest” (på kroatiska). Zorin-dom.hr. Zorin doms stadsteater. http://www.zorin-dom.hr/o_kazalistu/povijest. Läst 27 september 2020.
67. ↑  ”Edison će imati suvremenu kino dvoranu s 218 i manju s 50 sjedala” (på kroatiska). Vecernji.hr. Večernji list. https://lokalni.vecernji.hr/gradovi/edison-ce-imati-suvremenu-kino-dvoranu-s-218-i-manju-s-50-sjedala-3876. Läst 18 oktober 2020.
68. ↑  ”Edison će imati suvremenu kino dvoranu s 218 i manju s 50 sjedala” (på kroatiska). Radio-mreznica.hr. Radio Mrežnica. https://radio-mreznica.hr/grad-karlovac-kupio-kino-edison. Läst 18 oktober 2020.
69. ↑  ”Osnovne škole” (på kroatiska). Karlovacki.info. Karlovacki.info. https://www.karlovacki.info/2020/04/27/osnovne-skole. Läst 25 september 2020.
70. ↑  ”Srednje škole u Karlovačkoj županiji” (på kroatiska). E-usmjeravanje.hzz.hr. Hrvatski zavod za zapošljavanje (Kroatiska arbetsförmedlingen). https://e-usmjeravanje.hzz.hr/srednje-skole-kz. Läst 25 september 2020.
71. ↑  ”O nama” (på kroatiska). Vuka.hr. Veleučilište u Karlovcu. Arkiverad från originalet den 25 oktober 2020. https://web.archive.org/web/20201025052925/http://www.vuka.hr/index.php?id=535&L=2. Läst 18 oktober 2020.
72. ↑  ”Nikola Tesla” (på engelska). Gimnazija-karlovac.hr. Karlovacs gymnasium. https://www.gimnazija-karlovac.hr/ucenici/poznati-bivsi-ucenici/49-nikola-tesla.html. Läst 26 oktober 2020.
73. ↑  ”Cities Friends” (på engelska). Karlovac.hr. Karlovacs stad. Arkiverad från originalet den 13 november 2017. https://web.archive.org/web/20171113114044/http://www.karlovac.hr/cities-friends-3016/3016. Läst 16 september 2020.
74. ↑  ”DID YOU KNOW: One of Michael Jackson's videos was filmed nearby” (på engelska). Plitvicetimes.com. Plitvice Times (PRiLIKA LIKE). http://www.plitvicetimes.com/know-one-michael-jacksons-videos-filmed-nearby. Läst 24 oktober 2020.
75. ↑  ”Tjedan Karlovca: Znate li u kojem je dijelu Karlovca snimljen spot za veliki hit Michaela Jacksona?” (på kroatiska). Likaclub.eu. LikaClub.eu. https://likaclub.eu/tjedan-karlovca-znate-li-u-kojem-je-dijelu-karlovca-snimljen-spot-za-veliki-hit-michaela-jacksona. Läst 24 oktober 2020.
76. ↑  ”Radio Hits – Sweden Michael Jackson – Earth Song March 22, 2020” (på engelska). Radiohits.se. Radio Hits. http://www.radiohits.se/artists/michael-jackson-earth-song-221. Läst 24 oktober 2020.